# Alfaf
Il monte Alfaf (in curdo Çiyayê Alfafê‎; in siriaco ܛܘܪܐ ܕܐܠܦܦ), noto anche come monte Maqlub (جبل مقلوب in arabo), è una montagna nella regione della piana di Ninive nel Kurdistan iracheno, nel nord dell'Iraq. La montagna si trova a 30 km a nord-est di Mosul e circa 15 km da Bartella. La città più grande sulla montagna è Mirki, abitata da cristiani siro-ortodossi.
La montagna è nota per il monastero di Mar Mattai che si trova vicino alla sua sommità meridionale. Esistono numerosi eremi che risalgono al IV e V secolo d.C., i più importanti dei quali sono:
- l'eremo di Mar Mattai, dove secondo la tradizione siriaca, Sara, sorella di Mar Behnam, fu guarita miracolosamente dalla lebbra da Mar Mattai;
- l'eremo di Bar Hebraeus, da quest'ultimo occupato durante la sua vita;
- l'eremo della spia, che si trova in cima alla montagna ed era usato come avamposto sentinella per avvertire dell'arrivo di banditi gli occupanti del monastero.